# Astesana
L'Astesana è una delle "piccole patrie" che compongono il Piemonte. È un territorio antico creato e coagulato non per iniziativa di principi o di casate signorili, ma per l'attività politica e l'intraprendenza economica della città che gli ha conferito il nome: Asti.
"Astesana" è un termine storico-culturale che da sette secoli richiama e definisce gli incessanti e ancora attuali rapporti tra una città e le terre che la considerano come proprio naturale punto di riferimento, come propria inevitabile capitale. Poiché nessuno stato, nessuna piccola patria è mai rimasta uguale a sé stessa nei secoli, cristallizzata in una forma immutabile, anche l'Astesana ha attraversato nel tempo una lenta evoluzione e trasformazione dei suoi confini, che si è assestata agli inizi del XVIII secolo. Di seguito riportiamo alcune tappe di questo lungo percorso. 

La bandiera di Asti e dell'Astesana

## Origine ed evoluzione del nome
(Archivio di Stato di Asti, Fondi Orleanesi, KK314, 1º febbraio 1393)
Per tutta la durata dell'epoca comunale il territorio astigiano viene definito semplicemente come posse astensis: un concetto estremamente dinamico e fluido, legato alle iniziative di espansione giurisdizionale del dominio della città di Asti. Tra la fine del XII e l'inizio del XIII secolo compare la definizione di "Astisio", limitata al solo territorio controllato da un consortile nobiliare composto da famiglie appartenenti alla clientela vassallatica del vescovo di Asti; territorio oggi noto col nome di "Roero". Pur non comparendo nelle fonti scritte, la designazione territoriale di "Astesana" è probabilmente in uso comune già nel corso del XIII secolo, come sembra dimostrarlo, all'epoca, la diffusione locale del nome proprio di persona "Astesano". Nello stesso periodo si usa il termine di "Acquesana" per definire aree appartenenti alla diocesi di Acqui. Nel corso del XIV secolo, una volta cristallizzata la compagine territoriale astigiana nel tentativo di garantirne l'unità e la compattezza sotto le diverse dominazioni straniere che succedono al dominio del Comune, appare sempre più evidente la sua designazione con un termine univoco e condiviso. "Astesana" compare quindi nella seconda metà del Trecento, durante la dominazione viscontea, per evidenziare ed enucleare la Patria Astensis all'interno della più vasta e articolata Contea di Asti. Già all'epoca della dominazione di Gian Galeazzo Visconti si attesta il Capitaneatus Astesanae, e la successiva signoria Orleanese, alla fine del XIV secolo, distingue definitivamente le terrae Astesanae (terre dell'Astesana) dal capitaneatus Claraschi et Braydae (capitaneato di Cherasco e Bra) e dal marchionatus Cevae (marchesato di Ceva) entrambi facenti parte della giurisdizione signorile del dominio astigiano. Nel corso del XV secolo il termine "Astesana" (anche nella variante francese di "Astezanne") si sovrappone a quello di "patria Astese" e di "contea di Asti" fino a prendere il definitivo predominio. Nel corso del XVI secolo, soprattutto a seguito dell'obbligo d'uso della lingua italiana nella stesura degli atti pubblici imposto da Emanuele Filiberto, si impone la variante di "Asteggiana", utilizzata fino alla fine del XVIII secolo. Risalgono a questo periodo le definizioni dei toponimi Villanova in Asteggiana, Buttigliera in Asteggiana, Castelnuovo in Asteggiana, Langhe dell'Asteggiana, ecc. Ancora nel XVIII secolo le relazioni degli Intendenti di Finanza usano esclusivamente la variante di "Asteggiana", individuando una "Bassa Asteggiana" di qua dal Tanaro, composta dai circondari di San Damiano, Villanova, Buttigliera, Montechiaro e Cocconato" e una "Alta Asteggiana" di là dal Tanaro, composta dai circondari di Costigliole, Canelli e Mombercelli. Agli inizi dell'Ottocento l'erudito Gian Secondo De Canis inizierà a utilizzare nei suoi studi la variante di "Astigiana" che nel corso del secolo prenderà definitivo sopravvento. A seguito della soppressione della Provincia di Asti nel 1860, il territorio assumerà lo status di Circondario all'interno della provincia di Alessandria. È in tale epoca che comincia a essere utilizzata la versione di "Astigiano", che nel corso dei decenni sostituirà la precedente e la svuoterà dei connotati identitari che le erano propri.

## Il territorio di Asti nel XIV secolo
L'elenco, redatto in ordine alfabetico, riporta le località facenti parte del territorio sottoposto al dominio astigiano ai tempi della massima espansione del Comune. Si tratta di un territorio vastissimo, coagulato prevalentemente in modo pacifico grazie all'impiego di capitali enormi e a un incessante lavorio diplomatico durato oltre due secoli.
Per una migliore comprensione si sono riportati i nominativi degli attuali comuni, i cui confini amministrativi odierni comprendono spesso antiche località scomparse e si è utilizzata la grafia moderna. I comuni sono elencati suddivisi per l'attuale Provincia di appartenenza:
Provincia di Asti:
Agliano Terme, Altavilla Monferrato, Antignano, Asti, Azzano d'Asti, Baldichieri d'Asti, Belveglio, Bubbio, Buttigliera d'Asti, Calamandrana, Calosso, Calliano, Camerano Casasco, Canelli, Cassinasco, Castagnole delle Lanze, Castagnole Monferrato, Castell'Alfero, Castello d'Annone, Castelnuovo Belbo, Castelnuovo Calcea, Castelnuovo Don Bosco, Cellarengo, Cerro Tanaro, Cinaglio, Cisterna d'Asti, Costigliole d'Asti, Coazzolo, Corsione, Cortandone, Cortanze, Cortazzone, Cortiglione, Cossombrato), Cunico, Dusino San Michele, Ferrere, Frinco, Grana Monferrato), Isola d'Asti, Incisa Scapaccino, Loazzolo, Maretto, Masio, Moasca, Mombaldone, Mombercelli, Monale, Mongardino, Montaldo Scarampi), Montafia, Montechiaro d'Asti, Montegrosso d'Asti, Montemagno, Olmo Gentile, Piea, Portacomaro, Refrancore, Revigliasco, Roatto, Rocca d'Arazzo, Roccaverano, Rocchetta Palafea, Rocchetta Tanaro, San Damiano d'Asti, San Giorgio Scarampi, San Martino Alfieri, San Marzano Oliveto, San Paolo Solbrito, Scurzolengo, Serole, Sessame, Settime, Sommariva Bosco, Sommariva Perno, Tigliole, Tonco, Vaglio, Valfenera, Vesime, Viale d'Asti, Vigliano d'Asti, Villafranca d'Asti, Villanova d'Asti, Vinchio.
Provincia di Cuneo:
Bagnasco, Battifollo), Bergolo), Borgomale, Bosia, Bra, Canale, Castagnito), Castelletto Uzzone, Castellinaldo, Castellino Tanaro, Castiglione Falletto, Castiglione Tinella), Castino, Cavallermaggiore, Ceresole d'Alba, Ceva, Cherasco), Cortemilia, Cossano Belbo, Garessio, Felizzano, Gorrino, Govone, Igliano, Lequio Berria, Magliano Alfieri, Mango, Monasterolo, Monchiero, Montà d'Alba, Montaldo Roero, Monteu Roero, Montezemolo, Neive, Neviglie, Niella Tanaro, Novello, Nucetto, Pamparato, Perletto, Pezzolo Valle Uzzone, Piozzo, Pocapaglia, Priero, Priocca, Roascio, Rocchetta Belbo, Saliceto, Sanfrè, San Michele Mondovì, Santa Vittoria d'Alba, Santo Stefano Belbo, Santo Stefano Roero, Torre Bormida, Torresina, Trezzo Tinella.
Provincia di Alessandria:
Denice, Bergamasco, Ponti, Quattordio, Vignale Monferrato, Carentino.
Provincia di Torino:
Poirino, Pralormo, Riva presso Chieri.
Provincia di Savona:
Cagna, Lodisio, Murialdo.

## Suddivisioni amministrative del territorio in epoca comunale

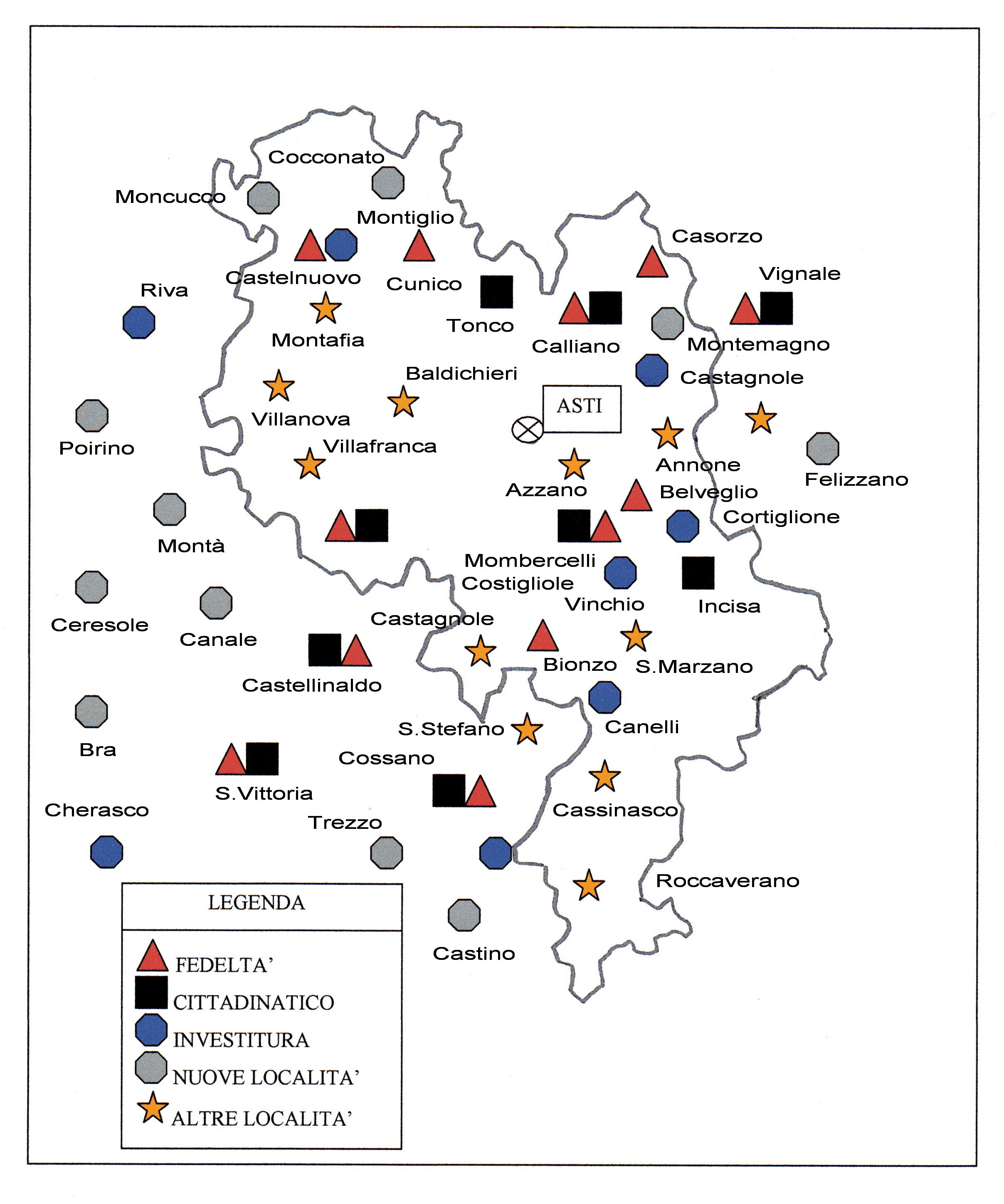
Sviluppo territoriale della Repubblica dopo la cattura di Guglielmo del Monferrato

Un territorio tanto vasto non era certo omogeneo dal punto di vista politico e amministrativo: al suo interno si evidenziavano diverse aree relative ai diversi tipi di rapporti che legavano la dominante Asti ai centri periferici e alle potenze locali.

### I "villaggi antichi" del comune di Asti
Rappresentano il nucleo originario coagulato dall'iniziativa politica cittadina agli albori del Comune. Disegnano un territorio di strettissima pertinenza e appartenenza urbana.
Azzano, Montemarzo (frazione di Asti), Neante (luogo scomparso nei pressi di Asti), San Marzano di Rocca Schiavina (oggi San Marzanotto, frazione di Asti), Mongardino, Bellangero (frazione tra San Marzanotto e Mongardino), Camerano Vecchio (luogo scomparso), Variglie (frazione di Asti), Revigliasco, Antignano, Tasseria, Molegnano, Villa Palazzo, Cumignano (località scomparse tra Antignano, San Martino Alfieri, Celle), Baldichieri, Andona e Monfrione (località scomparse a ovest di Asti).

### I "luoghi nuovi"
Nel raggio di una ventina di chilometri dalla città, il Comune di Asti identificò un territorio di stretta pertinenza urbana, privilegiato dal fatto che i suoi abitanti godevano il diritto di cittadinanza astigiana, condividendo gli oneri e onori propri di chi risiedeva entro le mura. Il cronista Ogerio Alfieri alla fine del XIII secolo delimitò tale territorio come segue ("Tutte queste terre si chiamano Luoghi nuovi del comune di Asti, per distinguerli dai villaggi antichi, dai vassalli e dai castelli dei cittadini."):
- Nella valle del Tanaro da Felizzano fino a Neive
- Nella val Tiglione fino a Belveglio e a Vinchio
- Nella valle Belbo da San Marzano Oliveto fino a Castino
- Nella valle Tinella fino a Trezzo Tinella
- Fra Tanaro e Borbore fino a Magliano e Castellinaldo, e fino a Bra e Cavallermaggiore
- Nella Piana fino a Poirino, Riva e Castelnuovo (Don Bosco)
- Nella valle Triversa fino a Buttigliera e Maretto
- Nella val Rilate fino a Montechiaro d'Asti
- Nella valle Versa fino a Rinco, Tonco e Calliano
- Oltre il Versa fino a Montemagno, Grana Monferrato e Vignale Monferrato.

I "Luoghi nuovi", visti come delle vere e proprie pertinenze urbane, non potevano essere sottomessi all'autorità feudale di un signore, ma erano controllati direttamente dal comune di Asti che vi nominava i podestà e i castellani. Solo più tardi, a causa del progressivo indebolirsi dell'autorità comunale, buona parte dei "Luoghi nuovi" furono infeudati a famiglie nobili astigiane dietro lauti pagamenti, o da queste ultime proditoriamente occupati. Il termino "Luogo Nuovo" indica semplicemente un luogo da poco tempo aggregato alla città di Asti, e non si riferisce alla costruzione o alla fondazione del medesimo. Tuttavia, nell'ambito di vaste campagne di riordino fondiario, demografico, politico dei territori conquistati, spesso il comune di Asti costruiva ex novo i suoi "Luoghi Nuovi", che allora prendevano il nome di "Villenove".
Dai documenti dell'epoca vengono indicati come "Luoghi nuovi" i seguenti centri abitati:
Belveglio, Calosso, Canelli, Castagnole delle Lanze, Castelnuovo Calcea, Castelnuovo di Rivalba (Don Bosco), Cossano Belbo (CN), Masio (AL), Isola d'Asti, Mango (CN), Mombercelli, Neviglie (CN), Rocchetta Belbo (CN), San Marzano Oliveto, Vinchio.
Sono invece "Villenove" di nuova fondazione:
Buttigliera d'Asti, Canale (CN), Costigliole d'Asti, Montechiaro d'Asti, Montegrosso d'Asti, San Damiano d'Asti, Settime, Villa San Secondo, Villafranca d'Asti, Villanova d'Asti.

### I feudi del Comune
Accanto ai "Luoghi nuovi" dove si privilegiava la dialettica "repubblicana" tra cittadini pari in grado, coesistevano i "feudi del Comune": erano quelle località di cui il Comune poteva disporre a suo piacimento, e che esso assegnava in feudo a feudatari di sua fiducia, o cittadini astesi o signori locali legati da forti vincoli di fedeltà e alleanza. Di seguito riportiamo alcune delle maggiori realtà feudali presenti sul territorio.

#### I feudi del vescovo di Asti o "Terre della Chiesa"
I vescovi di Asti, già titolari della giurisdizione comitale su un vastissimo territorio, ne furono progressivamente espropriati dall'iniziativa del Comune di Asti. Un nucleo discontinuo di comunità, tuttavia, continuò ad appartenere direttamente all'alto dominio dei vescovi astigiani, che ne affidavano però la gestione feudale al Comune di Asti.
Le località erano: Castagnito, Castellinaldo, Castello di Menabò, Castellino dei Volti, Cellarengo, Cisterna, Cortanze, Cossombrato, Govone, Magliano Alfieri, Montaldo Roero, Monteu Roero, Monticello, Piobesi, Piea, Pocapaglia, Salmour (per diritto di decima), Santo Stefano Roero, Santa Vittoria d'Alba, Vezza d'Alba.

#### I feudi "carretteschi" delle Langhe
Agli inizi del XIII secolo i potenti marchesi del Carretto, signori di gran parte delle Langhe, vendettero ad Asti le seguenti località, che continuarono a far parte dei domini astesi fino all'inoltrato XVII secolo, alcune di esse fanno parte della provincia odierna: Bergolo, Bosia, Cagna, Castelletto Uzzone, Cortemilia, Castino, Gorrino, Denice, Lequio Berria, Lodisio, Monchiero, Mombaldone, Novello, Olmo Gentile, Saliceto, Serole, Perletto, Pezzolo, Roccaverano, San Giorgio Scarampi, Torre Bormida, Torre Uzzone, Vesime,

#### Il Marchesato di Ceva
Nel 1295 il comune di Asti acquistò dal marchese Nano di Ceva l'omonimo marchesato, sborsando la cifra stratosferica di centomila Lire astesi. Nello stesso anno il marchese ottenne l'investitura feudale delle terre vendute, per sé e per i suoi eredi. Il marchesato di Ceva continuò a essere corpo autonomo e indivisibile della giurisdizione e dello stato astese, anche dopo che Emanuele Filiberto I di Savoia riunì nella sua persona i titoli di "conte di Asti" e di "marchese di Ceva". Solo nell'inoltrato XVII secolo le due entità territoriali furono definitivamente disgiunte.
I territori del marchesato erano i seguenti: Bagnasco, Battifollo, Castellino Tanaro, Ceva, Garessio, Igliano, Lisio, Monasterolo, Montezemolo, Niella Tanaro, Nucetto, Priero, Riofreddo di Calizzano, Roascio, Viola, più i castelli di Ventapanicie, Montisguardie, Proenche, Murischi.

## Lo stato orleanese
Il 27 gennaio 1387 Giangaleazzo Visconti, signore di Asti e di Milano, cedeva le terre astigiane alla figlia Valentina e al genero Luigi di Touraine, (poi duca d'Orléans), fratello del re di Francia Carlo VI. Iniziava una dominazione destinata a durare, con alterne vicende, fino al 1529. L'amministrazione orleanese, che pure coinvolse le terre astigiane nelle lotte europee per il predominio in Italia, seppe guadagnarsi la fiducia e la fedeltà dei sudditi grazie a una politica sostanzialmente moderata, rispettosa della plurisecolare autonomia locale e impegnata nel rilancio dell'economia e dei commerci. Sotto il dominio degli Orléans la contea d'Asti rafforzò la propria coscienza territoriale e il proprio spirito d'appartenenza, giungendo a sentirsi una regione dai caratteri del tutto originali rispetto ai confinanti Piemonte e Monferrato: una regione orgogliosamente definita "Patria astese".
Rispetto al vastissimo stato comunale, quello orleanese, pur ancora molto esteso, fu il risultato di significative riduzioni e sottrazioni effettuate per iniziativa delle dominazioni precedenti, o delle famiglie feudali del patriziato cittadino. Così ad esempio nel 1387 i paesi di Tonco, Calliano, Vignale, Montemagno, Castagnole Monferrato, Cerro e Vignale appartenevano già da tempo al marchese di Monferrato, mentre del tutto recente era stata la sottrazione di paesi come Castello di Annone, Rocchetta Tanaro, Rocca d'Arazzo, Mombercelli, Vinchio, Castelnuovo Calcea, in un primo momento mantenuti da Giangaleazzo Visconti, poi diventati feudi imperiali.
Infine, non pochi paesi nominalmente appartenenti alla contea di Asti erano tenuti da signorie che non ne riconoscevano l'autorità, fornendo il pretesto per infinite, snervanti e inconcludenti rivendicazioni. Esemplare il caso dell'astigianissima San Damiano, occupata per oltre due secoli dai marchesi di Monferrato, o di Poirino, saldamente in mano ai conti di Savoia.

### L'Astesana
All'interno della Contea, o Patria astese, si evidenziava un'area di cui la città di Asti rappresentava il centro, corrispondente grosso modo a quello che alla fine del XIII secolo costituiva il posse civitatis astensis, e i cui paesi erano qualificati come "luoghi nuovi" del Comune. Quest'area era definita Astesana. Le restanti parti della Contea erano le terre dei Vassalli, i cui signori riconoscevano (o avrebbero dovuto riconoscere) l'alto dominio del governo astigiano.
All'interno dell'Astesana, poi esistevano altre differenziazioni di tipo politico-amministrativo.
Tutto attorno alla capitale Asti, per il raggio di oltre dieci chilometri, si estendeva il "Distretto cittadino", una vera e propria area metropolitana ante litteram corrispondente a una ventina di paesi e villaggi che venivano recepiti nella sostanza come circoscrizioni di pertinenza urbana. In essi il comune di Asti nominava i Podestà scegliendoli fra i membri del suo Consiglio cittadino.
Le località del Distretto cittadino erano i seguenti paesi: Antignano, Cantarana, Camerano, Castell'Alfero, Cinaglio, Dusino San Michele, Montegrosso d'Asti, Mongardino, Portacomaro, San Damiano d'Asti (solo per le frazioni di Gorzano e Lavezzole), Scurzolengo, Tigliole, Villafranca d'Asti; più una serie di Podesterie antiche ancora oggi esistenti come frazioni o circoscrizioni dette "Ventine": Bellangero, Castiglione, Migliandolo, Montemarzo, Quarto d'Asti, San Marzanotto, Sessant, Serravalle, Vaglierano, Variglie.

#### Le terre feudali dell'Astesana
Erano i feudi spettanti ad Asti e in conseguenza al suo legittimo signore, mantenuti o goduti da nobili cittadini astigiani.
Agliano, Buneo, Calosso, Camerano Casasco, Canale, Castagnito, Castellero, Castellinaldo, Cellarengo, Ceresole, Cortandone, Cortanze, Cossombrato, Costigliole d'Asti, Ferrere, Frinco, Govone, Isola d'Asti, Magliano Alfieri, Maretto, Monale, Montà, Montafia, Montaldo Roero, Montaldo Scarampi, Monteu Roero, Monticello, Neviglie, Piea, Pocapaglia, Pralormo, Priocca, Revigliasco, Roatto, San Damiano d'Asti, Sanfrè, San Marzano Oliveto, San Martino Alfieri, San Paolo Solbrito, Santo Stefano Roero, Settime, Sommariva Bosco, Sommariva Perno, Trezzo Tinella, Vezza, Viale d'Asti.

#### Il Capitanato dell'Astesana
Nell'ambito dell'Astesana il governo orleanese istituì un vero "cordone sanitario" e strategico contro le mire espansionistiche dei Savoia. Era costituito da dodici località ben munite e fortificate, con precise funzioni di presidio del territorio: si chiamava "Capitanato dell'Astesana" perché era comandato da un Capitano eletto dal Duca in persona o dal Governatore della Contea. Le località che lo componevano non potevano essere assegnate in feudo, anche se generalmente ospitavano un "castellano" con funzioni di coordinamento militare, scelto tra i migliori esponenti del patriziato cittadino.
Le località erano: Azzano, Baldichieri, Buttigliera d'Asti, Canelli, Castagnole Lanze, Celle Enomondo, Chiusano, Castelnuovo Don Bosco, Montechiaro d'Asti, Neive, Vigliano d'Asti, Villanova d'Asti.

#### Il Capitanato di Bra e Cherasco e i feudi delle Langhe
Le importanti cittadine di Bra e Cherasco appartenevano al Comune di Asti già dal XIII secolo. Costituivano un capitanato autonomo. Le altre terre di seguito elencate, tenute in feudo per lo più dall'antica aristocrazia locale, appartenevano alla Contea di Asti ma non erano considerate facenti parte dell'Astesana.
Bergolo, Bonvicino, Bosia, Bra, Cherasco, Castelletto Uzzone, Castiglione Falletto, Castino, Cigliè, Clavesana, Cortemilia, Cossano Belbo, Denice, Dogliani, Farigliano, Gorrino, La Morra, Lequio Berria, Marsaglia, Mombaldone, Monesiglio, Murialdo, Novello, Perletto, Rocchetta Belbo, Saliceto, San Giorgio Scarampi, Santo Stefano Belbo, Serralunga d'Alba, Torre Bormida, Vesime,

#### Le terre del vescovado
Il Vescovo di Asti già nel XIII secolo aveva concesso le terre (estese tra Tanaro e Borbore) su cui esercitava giurisdizione secolare al Comune di Asti, che a sua volta le infeudava a nobili famiglie della Città. Oltre a queste località, comprese nell'elenco dei Feudi dell'Astesana, controllava direttamente alcuni centri dell'alta valle del Tanaro: Benevagienna, Trinità, Sant'Albano, Piozzo.

#### Le terre tenute dal conte di Savoia
Queste località, acquisite dal Comune di Asti nel corso del XIII secolo, e da esso concesse in feudo ai conti di Savoia, appartenevano ancora nominalmente alla contea orleanese.
Carignano, Cumiana, Riva di Chieri, Poirino, Vigone.

#### Il marchesato di Ceva
Pur mantenendo una sua autonomia istituzionale e amministrativa, il Marchesato di Ceva continuava a riconoscere l'alto dominio di Asti e del suo legittimo signore. Anche se non faceva parte della "patria astese" né dell'Astesana, era una componente di tutto rilievo dello stato Orleanese-Astigiano, alla cui gestione finanziaria e fiscale aveva il compito di contribuire per la quarta parte.
Bagnasco, Battifollo, Castellino Tanaro, Ceva, Garessio, Igliano, Lisio, Monasterolo, Montezemolo, Niella Tanaro, Nucetto, Pamparato, Priero, Riofreddo di Calizzano, Roascio, San Michele Mondovì, Torresina, Viola.

## Le modifiche di casa Savoia
A partire dal 1538 l'antico stato Orleanese-Astigiano entrava in definitivo possesso di casa Savoia nelle mani del duca Emanuele Filiberto di Savoia, che assunse i titoli di "conte di Asti e marchese di Ceva". La '"piemontizzazione" delle terre astigiane fu però un fenomeno molto lento, anche perché per un lungo periodo i duchi sabaudi rispettarono l'integrità e le strutture amministrative dell'antica "patria Astese" e gli astigiani, dal canto loro, rivendicavano ad ogni occasione la loro "alterità" rispetto alle terre piemontesi.
Fu sotto il dominio di Carlo Emanuele I di Savoia che iniziarono modifiche tali da smantellare, nel corso di un secolo, lo stato astigiano, trasformandolo definitivamente nell'Astesana moderna. Le prime amputazioni, ancora alla fine del XVI secolo, riguardarono Bra e Cherasco nonché la marca di Ceva. Subito dopo, quasi per risarcimento, alla contea di Asti veniva assegnata l'antica, piccola contea di Cocconato, o dei Radicati (dal nome della famiglia dominante) rimasta indipendente fino al 1586. Diventavano definitivamente astigiane le terre di Cocconato, Aramengo, Robella, Passerano, Marmorito, Primeglio, Schierano, Capriglio, Bagnasco di Montafia.
Alla metà del XVII secolo, con l'istituzione della Provincia di Alba, furono sottratti alla "patria Astese" buona parte dei comuni costituenti il territorio oggi definito "Roero", nonché una serie di paesi dell'alta Langa attorno a Cortemilia; dopo il 1709 la creazione della provincia di Acqui portò alla perdita di altri paesi della Valle Bormida. A parziale integrazione di quanto sottratto, l'Astesana riebbe in quell'epoca i "feudi imperiali" sottratti in antico da Giangaleazzo Visconti, ma rimasti astigiani per cultura, usi, tradizioni, commerci. Si tratta di Mombercelli, Vinchio, Castelnuovo Calcea, Rocca d'Arazzo, Rocchetta Tanaro, Belveglio, Castello d'Annone.
Agli inizi del XVIII secolo la politica assolutista e centralistica di Vittorio Amedeo II portò alla definitiva soppressione della Contea di Asti, a cui nel frattempo si era sovrapposta la Provincia che ne ricalcava i confini. Si può dire comunque che l'Astesana classica, quella ancora oggi identificabile ed enucleabile all'interno dell'attuale provincia di Asti, ebbe il suo assetto moderno dopo il 1631, e i suoi confini definitivi nel 1737, allorché vi furono nuovamente annessi i "feudi imperiali".

## I Comuni dell'Astesana Classica
Sono i comuni che costituiscono l'Astesana contemporanea, definita dalle integrazioni territoriali sopra citate.
A partire dalla metà del XVIII secolo, il territorio si articolò convenzionalmente in Alta Astesana, comprendente le terre situate oltre la riva destra del Tanaro, e in Bassa Astesana, costituita dalla capitale e dalle terre a sinistra del fiume.
Comuni della Bassa Astesana
Asti, Albugnano, Aramengo, Antignano, Baldichieri d'Asti, Berzano di San Pietro, Buttigliera d'Asti, Camerano Casasco, Cantarana, Capriglio, Castell'Alfero, Castellero, Castelnuovo Don Bosco, Cellarengo, Celle Enomondo, Chiusano, Cinaglio, Cisterna, Cocconato, Cortandone, Cortanze, Cortazzone, Cossombrato, Dusino San Michele, Ferrere, Frinco, Maretto, Monale, Moncucco Torinese, Montafia, Montechiaro d'Asti, Passerano Marmorito, Piea, Pino d'Asti, Portacomaro, Revigliasco d'Asti, Roatto, Robella, San Damiano d'Asti, San Martino Alfieri, San Paolo Solbrito, Scurzolengo, Settime, Soglio, Tigliole, Tonengo, Vaglierano, Valfenera, Viale d'Asti, Villafranca d'Asti, Villanova d'Asti.
Comuni dell'Alta Astesana
Agliano, Azzano, Belveglio, Calosso, Canelli, Castagnole Lanze, Castelnuovo Calcea, Coazzolo, Costigliole d'Asti, Isola d'Asti, Moasca, Mombercelli, Mongardino, Montaldo Scarampi, Montegrosso d'Asti, Rocca d'Arazzo, Rocchetta Tanaro, San Marzano Oliveto, Vigliano d'Asti, Vinchio.
La provincia di Asti fu soppressa nel 1859 e aggregata a quella di Alessandria. L'identità dell'Astesana continuò tuttavia ad esistere, ed anzi a rafforzarsi all'interno della nuova provincia, ancora una volta come carattere di "alterità" e motivo di distinzione nei confronti di altre terre quali il Monferrato o l'Alessandrino. Dal punto di vista amministrativo divenne "Circondario" mantenendo il precedente assetto. I Circondari furono aboliti per legge nel 1927. Nel 1935 la provincia di Asti fu ripristinata, ma con confini diversi rispetto all'antica: ai 70 comuni dell'Astesana classica, ritenuti troppo pochi per costituire da soli un organismo provinciale, furono aggregati altri 50 comuni sottratti all'Alto e al Basso Monferrato. Di questi oltre metà avevano fatto parte dell'Astesana antica o della Contea d'Asti, altri non ne avevano mai condiviso storia o istituzioni prima di allora.
A partire dal secondo dopoguerra la nuova provincia di Asti cominciò erroneamente a essere identificata con il Monferrato, e l'identità dell'antica patria dell'Astesana fu accantonata fino quasi a smarrirsi.
Il recupero dell'antica e mai totalmente sopita territorialità è fenomeno recente.

## Citazioni
(Nuova Geografia Universale del padre Claudio Buffier, Torino 1793)
(Giuseppe Baretti, lettera del 1770. In Scritti scelti, inediti e rari. Con nuove memorie sulla sua vita, di Giuseppe Baretti e Pietro Custodi, 1822. p. 403)
(A.Strucchi, M.Zecchini, Moscato di Canelli, Torino, U.T.E.T., 1985)
(Ferdinando Gabotto, La vita in Asti ai tempi di Giovan Giorgio Alione, Asti, 1899, p. 22)